# Orde van Abassia
De  Orde van Abbasia, in de landstaal van Bahawalpur de "Imtiaz-i-Abbasia" geheten, is een ridderorde van de vorsten (Nawab) van Bahawalpur in de Punjab. De orde werd rond 1930 ingesteld door de regerende Nawab, Z.H. Rukn-ud-Duala Nusrat-i-Jang Saif-ud-Daula Hafiz-ul-MulikMukhil-ud-Daula wa Huin-ad-Daula Nawab Al-Haj Sir Sadiq Muhammed Khan V Abbasi.
De orde heeft vijf graden, het juweel is een op een halve maan gelegde rode schijf met een tughra in de Ottomaanse stijl. De maan is op een gouden ster met acht punten gelegd. De ster is op een zilveren band met halve manen en sterren en lauweren gelegd.
Als verhoging is een gouden halve maan met ster bevestigd. Dat is het symbool van de islam.
Op de achtpuntige zilveren op de borst gedragen ster is een blauwe ster met acht punten gelegd. In het door een witte ring omgeven rode medaillon zijn drie korenaren met daarboven vier sterren afgebeeld.
Op de witte ring staat in gouden Perzische letters "SADIQ DOST" wat "goede vriend" betekent.
Het lint bestaat uit gelijke banen rood-geel-zwart-wit-geel-zwart-geel-wit-zwart-geel-rood.
De onderscheiding werd niet aan Britten uitgereikt. De Britse bestuurders van de Raj mochten geen geschenken en zeker geen ridderorden aannemen van de quasi onafhankelijke Indiase vorsten. De vorsten stonden bekend om hun enorme rijkdom maar zij werden door de ambtenaren van de Britse onderkoning scherp in de gaten gehouden.De regering maakte bezwaar tegen het bestaan van ridderorden in de vorstenstaten maar zij zag het bestaan ervan door de vingers zo lang als er geen Britten in die ridderorden werden opgenomen. In een enkel geval heeft men gesanctioneerd dat een politieman een medaille van een Inlandse vorst ontving.
In 1947 werden de vorsten gedwongen om hun staten deel te laten uitmaken van de republiek India. In de "actie polo" greep het Indiase leger in opdracht van Nehru de macht in de zelfstandige rijken als Haiderapur en Patiala. De vorsten kregen een pensioen en zij bleven enige tijd een ceremoniële rol spelen. Hun ridderorden mochten niet worden gedragen in India maar voor zover het om gebruik binnen de familie en het hof ging werd het dragen van de orden van een maharaja door de vingers gezien.
Ridderorden in Bahawalpur ·
Ridderorde in Patiala ·
Ridderorde in Baroda · 
Ridderorde in Bharatpur ·
Ridderorde in Bikaner  · 
Ridderorde in Drangadhra ·
Ridderorde in Holkar ·
Ridderorde in Indore · 
Ridderorde in Jaipur ·
Ridderorden in Kapurthala · 
Ridderorde in Mysore ·
Ridderorde in Nawanagar

Zie ook: Ridderorden in Brits-Indië